# 赵左
赵左（16世纪—17世纪），本名赵佐，字文度。松江府华亭县（今上海市松江区）人，明朝画家。

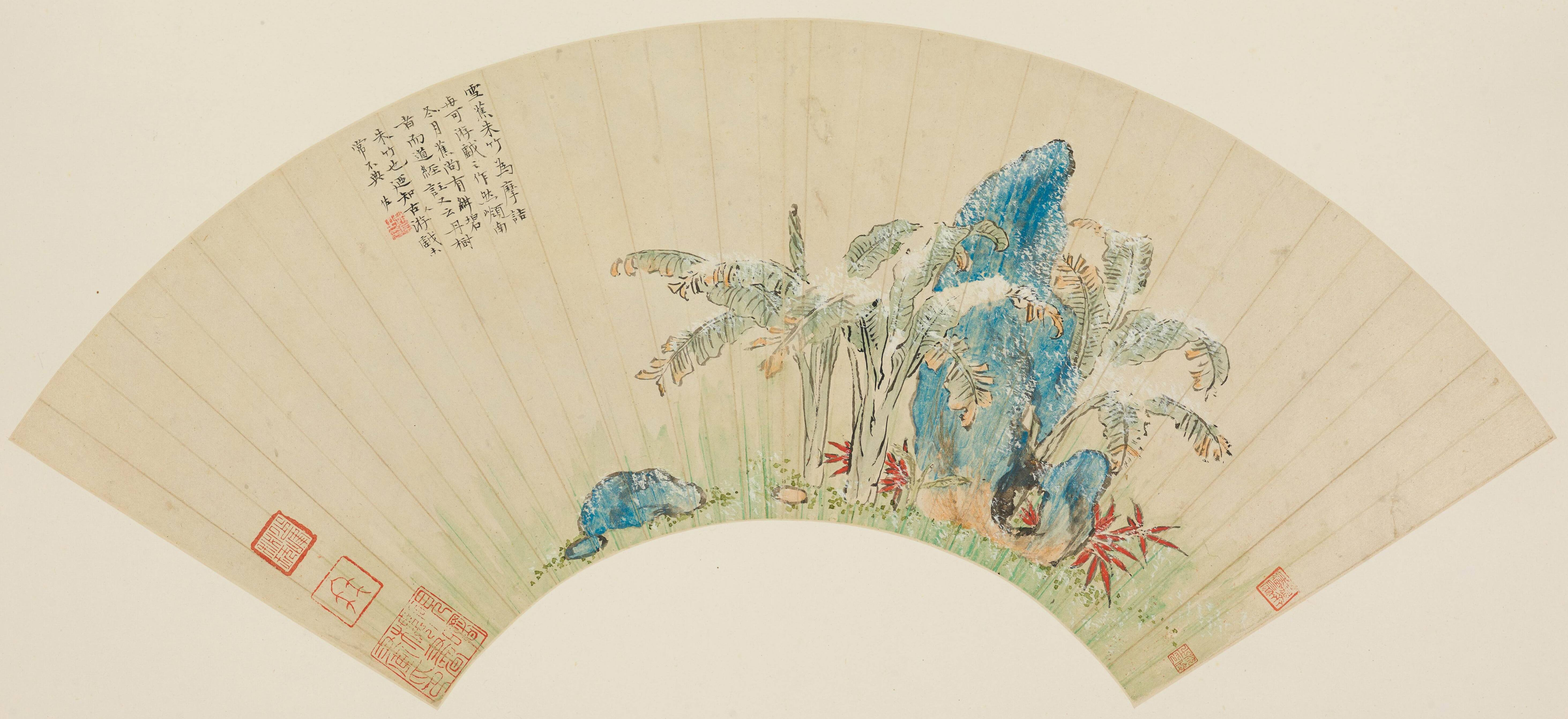
雪蕉朱竹图扇页

赵左工诗文，早年入京师，以《秋草诗》得名。终于浙江塘栖，名其楼“大愚庵”，以布衣终老。他擅画山水、人物、楼阁、花卉，无不精妙。山水画与徐懋晋都受业于宋旭，徐懋晋挥洒自得，而赵左惜墨构思，不轻涉笔。画师宗董源，得黄公望、倪瓒两家笔意。画云山似米芾又非米芾，所画山水，笔墨清甜，善于用干笔焦墨，长于烘染，风格雅秀，名盛一时。与董其昌为笔墨交，常为董其昌代笔。为“苏松派”首创人之一，“松江派”的主要画家。其绘画美学思想，强调气势与意味。认为“画山水大幅，务以得势为主。山得势，虽萦纡高下，气脉仍是贯串。

## 作品
《雲巖響瀑圖》，藏於台北故宮博物院
《秋山紅樹圖》，藏於台北故宮博物院
《寒山石溜圖》，藏於台北故宮博物院
《寒江草閣圖》，藏於台北故宮博物院
《長林積雪圖》，藏於北京故宮博物院
《秋山幽居圖》，藏於上海博物館
《長江疊翠圖》，藏於中國美術館
另有《山水》、《林峦深秀图》、《富春大岭图》、《溪山无尽图》、《竹院逢僧图》。著有《大愚庵集》，合著《赵宋乐府》、《名山胜概图》（九卷）。